# اس‌اس متلا
اس‌اس متلا (به انگلیسی: SS Mutlah) یک کشتی است.